# Jackson (California)
Jackson è una località degli Stati Uniti d'America, capoluogo della Contea di Amador, nello stato della California.

## Geografia
Secondo lo United States Census Bureau, la città ha un'area totale di 3.7 miglia quadrate (9.6 km quadrati), tutti composti da terra.

## Storia

### Storia antica
L'area fu abitata dagli Indiani, che occupavano le aree lungo i torrenti e le sorgenti.
Le aree lungo i corsi d'acqua sono ritenute luoghi di insediamento di civiltà preistoriche. I villaggi permanenti sono stati posti solitamente su livelli al di sopra dei livelli di alluvione stagionali. Le aree circostanti sono state utilizzate per la caccia e la raccolta di semi, ghiande e erba.

### Storia recente
Jackson, che prende il nome dal Colonnello Alden Jackson, fu fondata nel 1848 intorno a una sorgente permanente.
Gli insediamenti nella regione da parte dei pionieri fu stimolata dalla scoperta dell'oro ai piedi della Sierra Nevada intorno all'anno 1848.
Oltre ad essere un popolare luogo di estrazione mineraria, è stato anche un comodo punto di sosta sulla strada da Sacramento alle miniere del sud. Il campo è diventato un importante centro di approvvigionamento e trasporto per le città vicine e entro il 1850 la popolazione aveva raggiunto circa le 1.500 persone.
Uno dei monumenti storici più importanti della città, la Miniera Kennedy, è stata costruita nel 1860; Al momento della sua chiusura durante la seconda guerra mondiale nel 1942, era la miniera d'oro più profonda in Nord America (1802 metri);
L'altra importante miniera di Jackson, la miniera Argonaut, è stata sede del peggior disastro minerario nella storia dello stato. Il 27 agosto 1922, 47 minatori persero la vita rimanendo intrappolati in un incendio sviluppatosi all'interno della miniera.

## Punti di Interesse
La città di Jackson in California è il centro commerciale e dell'industria nella contea di Amador. La maggior parte dei centri commerciali, uffici governativi e molte aziende si trovano a Jackson e nella sua città vicina, Martell.
- Main Street - negozi di antiquariato, piccole boutique e bar. Vi si trovano molti edifici storici.
- Rancheria - casino e hotel, gestito dagli Indiani Me-Wuk della California.
- Grotte sotterranee con escursioni
- Attività all'aria aperta - campeggio, pic-nic, ecc.